# 돼지고기 선물
돼지고기 선물(영어: Lean Hogs Futures)은 도축된 돼지를 대상으로 하는 선물거래이다. 미국에는 돼지고기에 대한 옵션거래도 존재한다. 대한민국에서는 한국거래소 파생상품시장에서 2008년에 처음 거래가 시작되었는데 이미 1998년부터 돈지육 선물거래 도입에 대한 연구가 이루어졌다. 미국의 시카고상업거래소에서는 4만 파운드의 돼지고기가 1계약이고 한국거래소에서는 1,000 kg의 돈육을 1계약으로 하고 있다. 쇠고기와는 달리 실물 돼지고기를 인도하지 않는 현금결제 방식이다. 대한민국에서는 월요일~금요일 10시 15분부터 15시 15분까지 거래되고 CME에서는 공개발성호가(open outcry) 방식과 글로벡스를 통해 거래된다. 다른 농산물 선물거래처럼 돼지고기의 수요 때문에 연중 거의 매월 만기일이 있다.

## 같이 보기
- 선물거래
- 옵션거래
- 돼지고기
- 쇠고기

## 참조
1. ↑  상세보기 | 통합검색 | 국회전자도서관[깨진 링크(과거 내용 찾기)]